# George Lusk
George Akin Lusk, född 1839, död 1919, var en byggmästare och inredare som specialiserat sig på varieté restaurering, och var ordförande i Whitechapel Vigilance Committee, ett medborgargarde av frivilliga som patrullerade gatorna under de så kallade Whitechapelmorden av Jack Uppskäraren 1888.
I mitten av oktober 1888 fick Lusk ett brev samt ett litet paket innehållande en halv mänsklig njure. I det så kallade "From Hell"-brevet beskrivs det att författaren ätit upp den andra halvan och lovar att skicka kniven nästa gång.